# Tilia Herold
Tilia Herold (* 14. September 1948 in London) ist eine österreichisch-britische Radiojournalistin.

## Leben
Tilia Herold wuchs in England heran, wo sie in Hindhead in der Grafschaft Surrey die Grundschulen absolvierte. Danach studierte sie am St. Godric's College in London und erwarb 1966 ihr Diplom. Zunächst arbeitete sie für den Verlag Heinemann. Durch ihre Heirat mit einem Österreicher kam Herold Anfang der 1970er Jahre in die Alpenrepublik, wo sie einen Job bei der Organisation der Vereinten Nationen für industrielle Entwicklung (UNIDO) in Wien bekam. 1979 nahm sie eine Stelle beim Österreichischen Rundfunk (ORF) an, wo sie Chefin von Blue Danube Radio wurde. Bis zur Fusionierung mit FM4 im Jahr 2000 zeichnete Herold für die Leitung des Radiosenders verantwortlich.
Von 1982 bis 1990 und danach noch in den Jahren 1994 und 1995 war Tilia Herold österreichische Spokesperson beim Eurovision Song Contest, welche die Punkte vergab.
Im März 2004 wurde Tilia Herold unter der Intendanz von Monika Lindner zur ersten Gleichstellungsbeauftragten des ORF ernannt.
Tilia Herold ist verheiratet und Mutter eines Sohnes.